# Golfo de Guacanayabo
Golfo de Guacanayabo är en bukt i Kuba.   Den ligger i provinsen Provincia Granma, i den sydöstra delen av landet, 600 km sydost om huvudstaden Havanna. Arean är 8,0 kvadratkilometer.